# Кайде Гордон
Кайде Гордон (англ. Kaide Gordon, нар. 5 жовтня 2004, Бертон-апон-Трент, Англія) — англійський футболіст ямайського походження, нападник «Ліверпуля».
На правах оренди грає в клубі «Портсмут».

## Ігрова кар'єра

### Клубна
Кайде Гордон є вихованцем клубної академії «Дербі Каунті». 29 грудня 2020 року у матчі проти «Бірмінгем Сіті» футболіст провів першу гру в основі команди. Та гра залишилася єдиною в складі «Дербі Каунті», а в лютому 2021 року футболіст перейшов до «Ліверпуля». За нову команду Гордон дебютував 21 вересня 2021 року у матчі Кубку ліги проти «Норвіч Сіті».
9 січня 2022 року Гордон забив гол у матчі Кубку Англії у ворота «Шрусбері Таун» і став другим наймолодшим бомбардиром «Ліверпуля» в усіх турнірах і наймолодшим бомбардиром клубу в Кубку Англії. 16 січня 2022 року футболіст дебютував у Прем'єр-лізі.
Першу половину сезону 2024/25 Гордон провів в оренді в клубі Чемпіоншип «Норвіч Сіті». В січні 2025 року футболіст повернувся до «Ліверпуля» і одразу відправився до кінця сезону в нові оренду - в клуб «Портсмут».

### Збірна
З 2020 року Кайде Гордон захищає кольори юнацьких збірних Англії.